# جعمان (بني سعد)

تعديل مصدري - تعديل

جعمان هي إحدى قرى عزلة الشويع بمديرية بني سعد التابعة لمحافظة المحويت، بلغ تعداد سكانها 222 نسمة حسب تعداد اليمن لعام 2004.